# Polydictya javanensis
Polydictya javanensis är en insektsart som beskrevs av Schmidt 1910. Polydictya javanensis ingår i släktet Polydictya och familjen lyktstritar. Inga underarter finns listade i Catalogue of Life.